# LAIR2
LAIR2 (англ. Leukocyte-associated immunoglobulin-like receptor 2, иммуноглобулино-подобный рецептор, ассоциированный с лейкоцитами, тип 2; CD306) — мембранный белок. Продукт гена человека LAIR2. 

## Функции
Белок LAIR2 был открыт по его подобию с белком LAIR1. Входит в семейство лейкоцитарных иммуноглобулино-подобных рецепторов из суперсемейства иммуноглобулинов. Ген LAIR2 расположен в регионе 19q13.4, называемом кластером лейкоцитрных рецепторов, который содержит 29 представителей семейства лейкоцитарных иммуноглобулино-подобных рецепторов. Функции белка не ясны. Предполагается, что он участвует в иммунном ответе в слизистых оболочках организма.

## Структура
Белок состоит из 131 аминокислоты, содержит один трансмембранный домен. Внеклеточный участок содержит иммуноглобулиновый домен типа C2 и одну дисульфидную связь.